# Balthus
Pour les articles homonymes, voir Baltus.
Balthasar Kłossowski, parfois appelé Balthasar Kłossowski de Rola, plus connu sous son pseudonyme Balthus, est un peintre figuratif français d'origine prussienne et polonaise, né le 29 février 1908 à Paris et mort le 18 février 2001 à Château-d'Œx en Suisse.
Il est le frère de l'écrivain et dessinateur Pierre Klossowski. Leur mère Else Spiro est peintre, de même que leur père Erich Klossowski et que leurs oncles le peintre allemand ashkénaze Eugene Spiro et le peintre autrichien Emil Trebicky.

Pour le poète Antonin Artaud, 

« la peinture dramatique de Balthus ramène au jour quelque chose d'une époque électrique de l'histoire, un de ses points où le drame se joue. »

## Biographie
« La meilleure façon de commencer est de dire, Balthus est un peintre dont on ne sait rien. Et maintenant, regardons les peintures », telle est la réponse laconique que le peintre adresse à la Tate Gallery, qui en 1968, organisant une exposition de ses œuvres, souhaitait également agrémenter le catalogue de quelques éléments biographiques.
Le Roi des chats — titre d’un de ses autoportraits peint à 27 ans — a en effet toujours souhaité s’entourer d’une aura de mystère, ce qui a sans aucun doute contribué à occulter sa personnalité et son œuvre aux yeux du grand public.
Dans ce tableau, le peintre, en pied et le corps déformé, peint sur un fond ocre jaune. À sa gauche un chat se frotte à ses jambes trop longues, alors que sur un tabouret à sa droite repose un fouet sous lequel est écrit en anglais « The portrait of H.M, the King of Cats painted by Himself, MCMXXXV ». « Son autoportrait est à la fois ironique, teinté de comique, d’emphase mélodramatique et de solennité » et décrit l’art de Balthus comme « celui qui laisse ses sujets en paix mais qui veut inquiéter le spectateur », par une étrangeté explorant rêveries et pulsions secrètes plus ésotériques qu’érotiques.

### Une enfance artistique

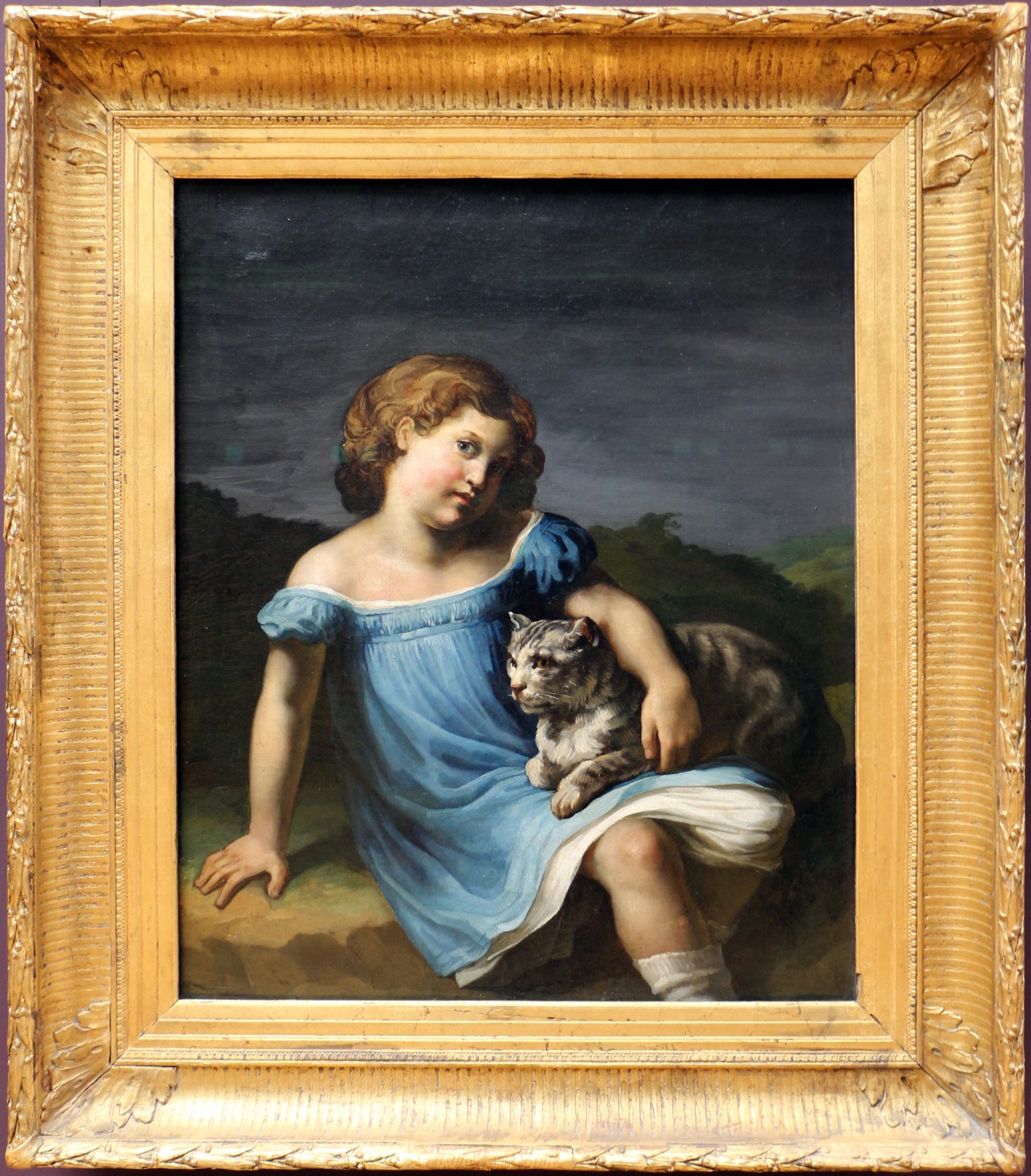
Portrait de Louise Vernet avec son chat (1808) par Théodore Géricault. Un des portraits d'enfants dont l'œuvre de Balthus semble procéder.

Rare et discret, il l'est dès sa naissance, un 29 février ; un anniversaire qu'il ne peut fêter que les années bissextiles qui fait aussi partie de la « légende Balthus ».
Ses parents sont prussiens, d'ascendance catholique polonaise mais convertie au protestantisme pour son père, Erich Klossowski, historien d’art, peintre et décorateur de théâtre, et russe-ashkénaze pour sa mère Baladine Klossowska, peintre également. Ils se sont mariés à Londres en 1904. Le 9 août 1905, Baladine donne naissance à Paris à Pierre, son premier enfant. Balthus naît trois ans plus tard à Paris, mais sa famille, du fait de ses origines allemandes, se réfugie en Suisse lors de la Première Guerre mondiale, puis à Berlin où elle est hébergée par Eugene Spiro, l'oncle maternel, et Emil Trebicky. Les parents de Balthus se séparent peu après. Baladine et ses fils s'installent à Berne, puis à Genève, tout en effectuant des séjours chez Erich à Munich ou chez les oncles de Berlin.
Baladine s'engage dans une relation amoureuse avec le poète Rilke à Genève en 1919 : le jeune Balthasar Klossowski a 11 ans. Il suit dès cette époque à Beatenberg les cours de la sculptrice Magrite Bay et de son amie la graveuse sur bois Dora Timm et ce, régulièrement, jusqu'en 1923. En 1921, le garçon publie son premier livre de dessins, Mitsou, avec une préface de Rilke. Il signe le recueil du surnom de « Baltusz » qu'on lui donnait à l'époque et qu'il transformera en « Baltus », puis en « Balthus » par la suite. En 1922, il échoue au concours d'entrée de l'école des Beaux-Arts de Berlin.
Durant son adolescence, il rencontre les nombreuses relations de sa mère et de Rilke qui viennent lui rendre visite : André Gide, Maurice Denis, Pierre Bonnard, Albert Marquet, Julius Meier-Graefe ou Wilhelm Uhde. Il pose avec son frère à plusieurs reprises pour son oncle Eugene Spiro, et à travers lui connaît aussi bien la Sécession de Munich que viennoise ou berlinoise.

### Premières expositions

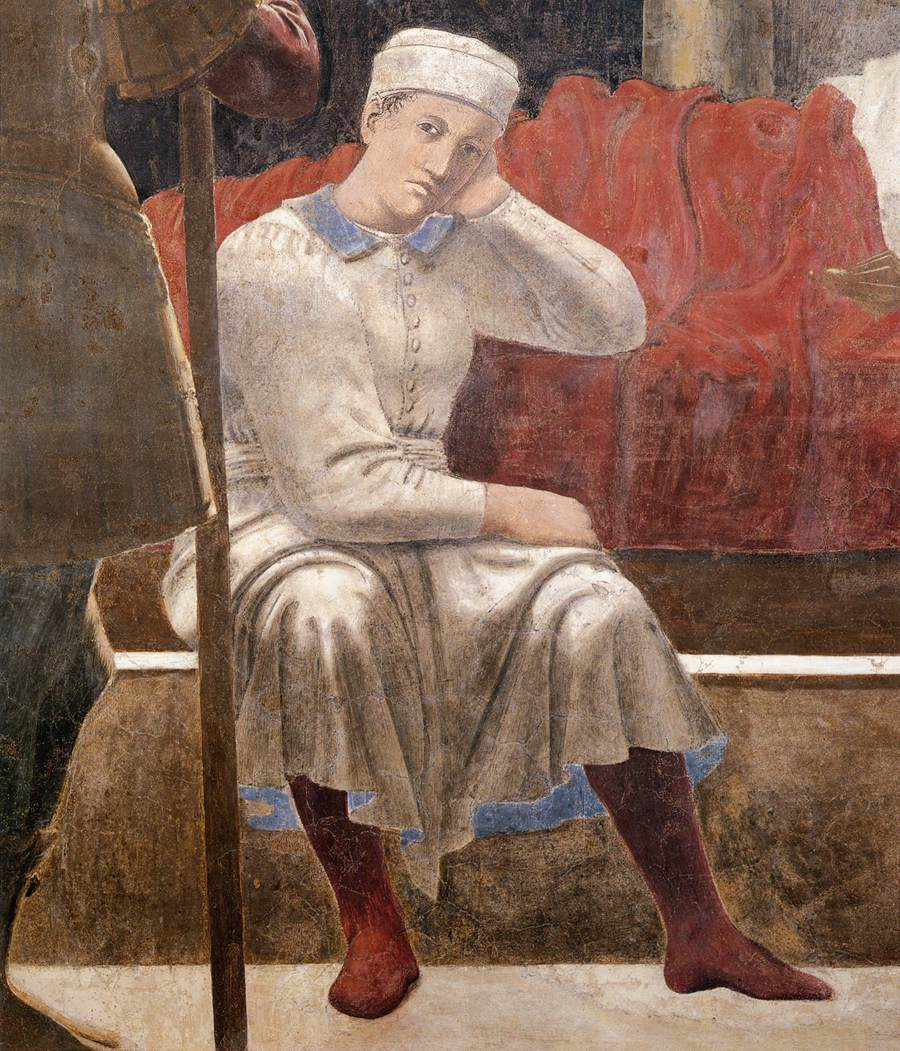
Piero della Francesca, détail du Rêve de Constantin (fresque) Arezzo.
Balthus est profondément marqué par la géométrisation des corps que met en pratique Piero della Francesca.

Balthus part pour Paris avec sa mère Baladine et son frère Pierre en 1924. Ils s'installent rue Malebranche. Là ils reçoivent la visite de Klaus Mann, Pierre-Jean Jouve, Jean Cassou ou Pierre Leyris. Il peint ses premiers tableaux, et copie le tableau Narcisse et Écho de Nicolas Poussin au musée du Louvre suivant les conseils de Maurice Denis et Pierre Bonnard.

En 1925, Rilke lui dédie le poème Narcisse. En 1926, il va en Italie étudier les peintres de la Renaissance, en particulier les fresques de La Légende de la Vraie Croix de Piero della Francesca à Arezzo, ainsi que celles de Masaccio à Florence qui ont une influence déterminante sur son style. Il écrit dans ses mémoires : 

« De Piero della Francesca, j'ai tant appris : sa manière d'occuper l'espace dans ses tableaux, de le diviser, de loger des diagonales qui donne l'ordre à l'ensemble. »

En 1929, il expose pour la première fois à Zurich à la galerie Forter. En 1932, il revient à Paris. Il illustre Les Hauts de Hurlevent d’Emily Brontë, dont la thématique plastique deviendra centrale dans le reste de son œuvre, en particulier dans les tableaux La Chambre, Les Enfants, Les Poissons rouges et rencontre Antonin Artaud, qui voit en Balthus son double. 
À partir de 1933, il loue un atelier au 4 de la rue de Furstemberg dans le quartier Saint-Germain-des-Prés puis, non loin de là, à partir de 1936, à la cour de Rohan (quartier de la Monnaie) où il résidera plusieurs années. Il fréquente dès cette époque Derain et Giacometti.
Il entre en contact avec le mouvement surréaliste par l'intermédiaire du galeriste Pierre Loeb, et participe à la revue Minotaure, mais il ne se sent guère de point commun avec la mouvance d'André Breton : Balthus récuse la notion d'inconscient freudien. Il expose à la galerie Pierre Loeb en 1934 une série de tableaux mettant en avant des jeunes filles à la pose équivoque, thème qui crée le scandale et qui fera sa célébrité. Mais l'exposition est un échec, aucun tableau n'est vendu. Il réalise alors son autoportrait en « roi des chats » en 1935, dont le titre fait directement allusion à Alice au pays des merveilles de Lewis Caroll. La thématique des contes pour enfants apparaît par des citations plus ou moins directes, en particulier Struwwelpeter, « Pierre l'ébouriffé » en français que sa mère Baladine lui avait offert. Balthus affirme qu'il peint comme il avait vu les contes dans son enfance. 
En  mai 1935, Balthus devient le scénographe, décor et costumes de Les Cenci, pièce d'Antonin Artaud dont le thème central est la souffrance injuste des enfants, la culpabilité du père destructeur et l'inceste.
En 1936, il expose à Londres la série de dessins sur Les Hauts de Hurlevent. Il entame des séries de portraits, dont celui de Derain, puis de Miró avec sa fille Dolores (1937), aujourd'hui tous deux au MoMA de New York. Il peint alors les portraits de Lady Abdy, Thérèse, Marie-Laure de Noailles, Lady Schuster, la baronne Alain de Rothschild…
Il se marie en 1937 avec Antoinette de Watteville (1912-1997) à Berne, ils partent en voyage de noces avec Isabel Rawsthorne (1912-1992). 
Son épouse lui sert de modèle dans plusieurs toiles, dont La Toilette et Jeune fille en costume d'amazone.

En 1938 a lieu sa première exposition à New York avec la galerie de Pierre Matisse. La même année, il peint Thérèse rêvant qui présente une jeune femme assoupie posant un pied sur un tabouret alors qu'un chat au premier plan lape une assiette de lait, faisant de ce thème l'emblème du peintre : 

« Les petites filles de Balthus sont aujourd'hui un lieu commun au même titre que les gares de Delvaux, la pipe de Magritte ou les ready-made de Duchamp. »

### La Seconde Guerre mondiale et les années 1950

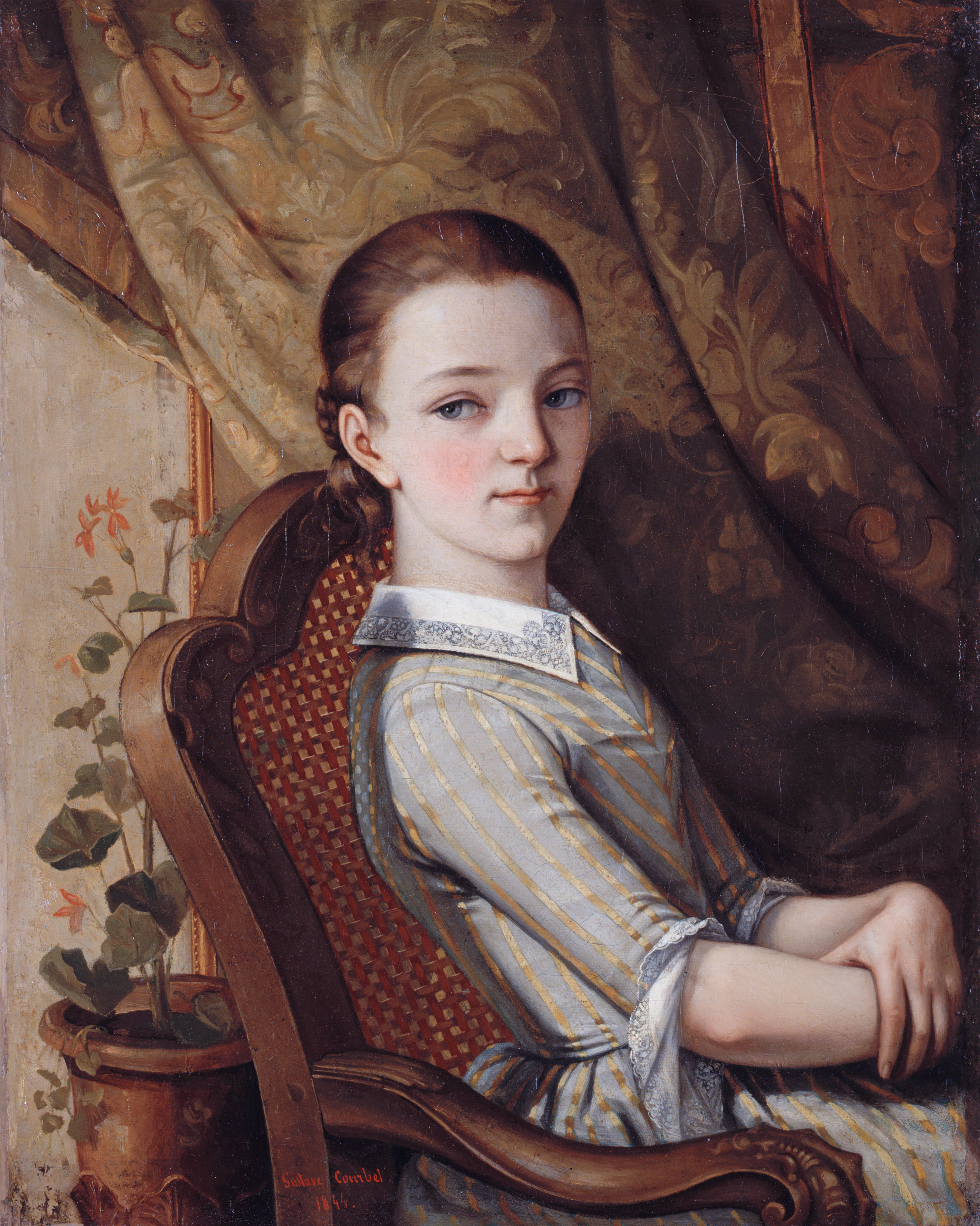
Gustave Courbet, Portrait de Juliette Courbet (1844), une des œuvres de Courbet admirée et citée par Balthus.

Balthus est mobilisé en Alsace au début de la Seconde Guerre mondiale mais est rapidement démobilisé. Il s'installe alors à Champrovent en Savoie, puis à Fribourg en Suisse, où naissent ses fils, Thadeus et Stanislas, et enfin à Cologny près de Genève. Il expose à la galerie Moos de Genève en novembre 1943. Il rencontre l'éditeur Albert Skira et André Malraux en 1945. L'année suivante, il se sépare de sa femme et retourne à Paris. Il achève cette année-là Les Beaux Jours.
Il réalise à Paris les décors et les costumes d'une pièce d'Albert Camus, L'État de siège, et peint La Chambre en 1947-1948. En 1950, il crée les décors de l'opéra Così fan tutte de Mozart au festival d'Aix-en-Provence. À cette époque, il lie une relation discrète avec la fille de Georges Bataille, Laurence (1930-1986) qui vit alors avec sa mère Sylvia Bataille et Jacques Lacan. En 1952, la Lefevre Gallery lui consacre sa première exposition londonienne.
En 1953, Balthus quitte Paris pour le château de Chassy, à Montreuillon, Nièvre, dans le Morvan, en Bourgogne, où il reste jusqu'en 1961, après l'avoir loué puis acheté, et où il s'installe avec sa nièce par alliance Frédérique Tison. Il y achève La Chambre et Le Passage du Commerce-Saint-André. Il y peint plusieurs paysages, vus de ses fenêtres, dont les deux Jeune fille à la fenêtre, de 1955 et 1957, deux portraits de Colette, la fille des métayers de Chassy. Il se crée un personnage de dandy et d’aristocrate « féodal », alors que son appartenance à la noblesse est non établie et fantasmée.
En 1956, Balthus est exposé au MoMA de New York. En novembre à Chassy, il reçoit la visite d’Alberto et Annette Giacometti et du galeriste Pierre Matisse. Il peint Grand paysage à l'arbre.

### Directeur de la Villa Médicis à Rome

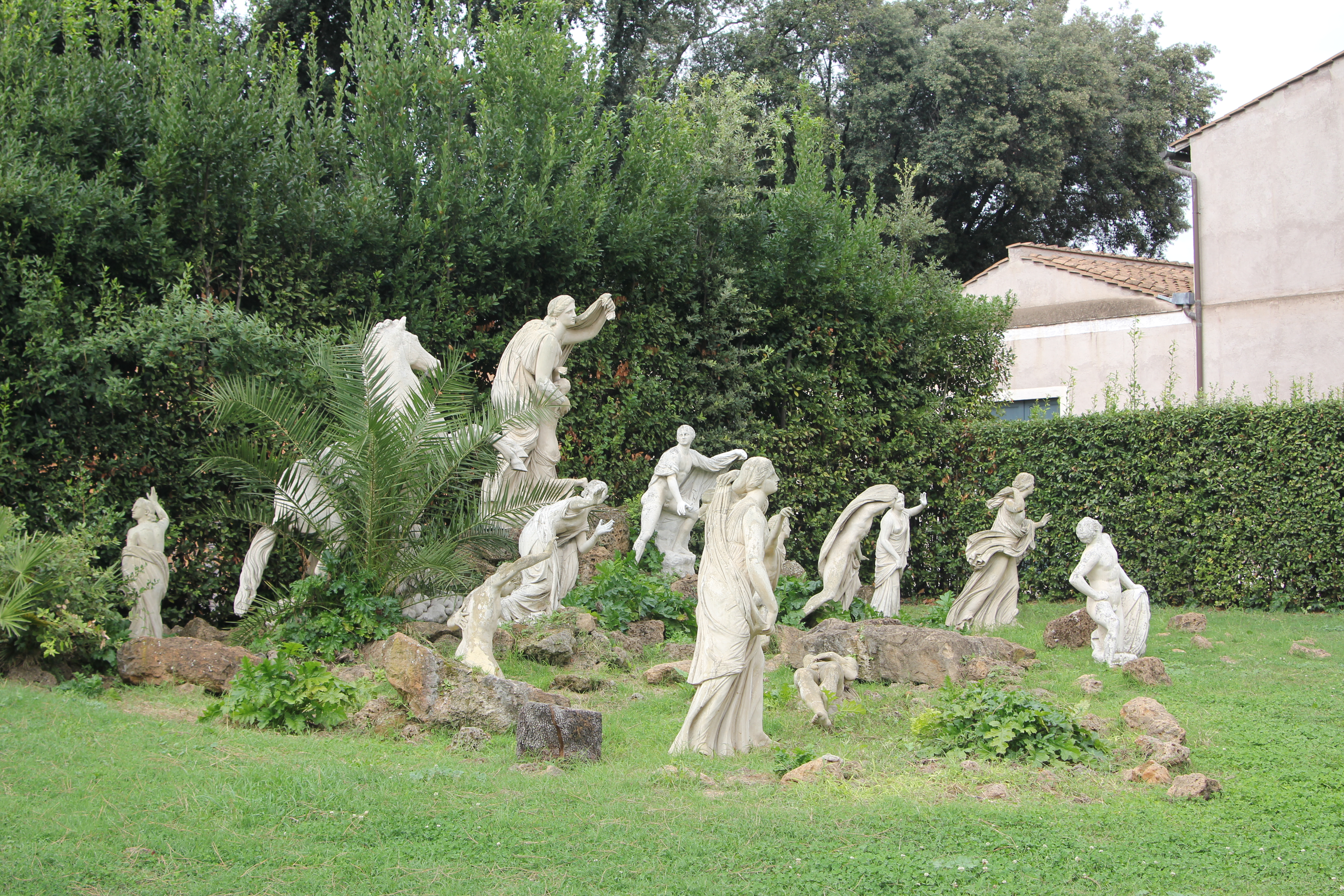
Le Carré des Niobides imaginé par Balthus à la Villa Médicis.

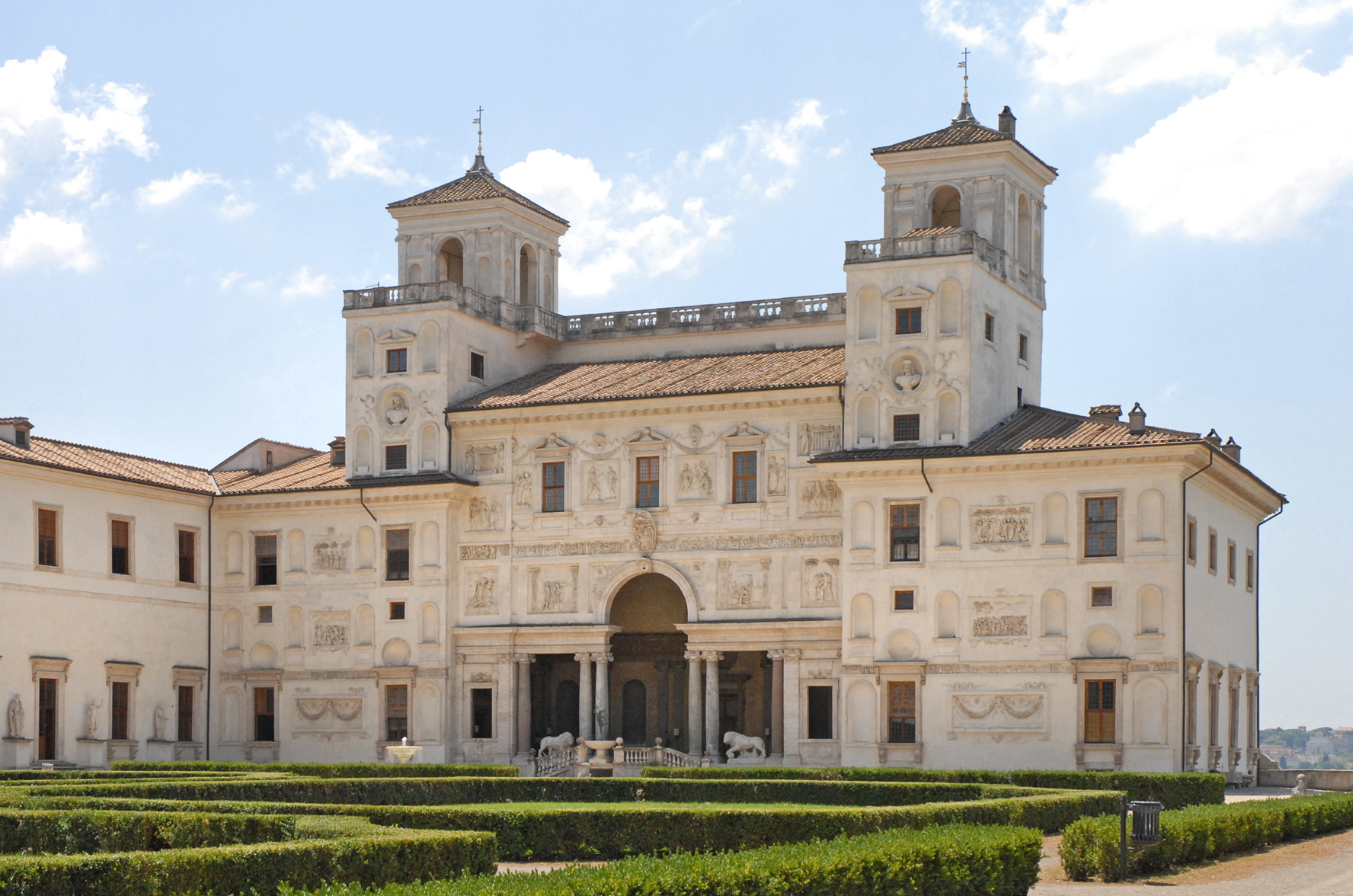
La façade de la Villa Médicis, côté jardins.

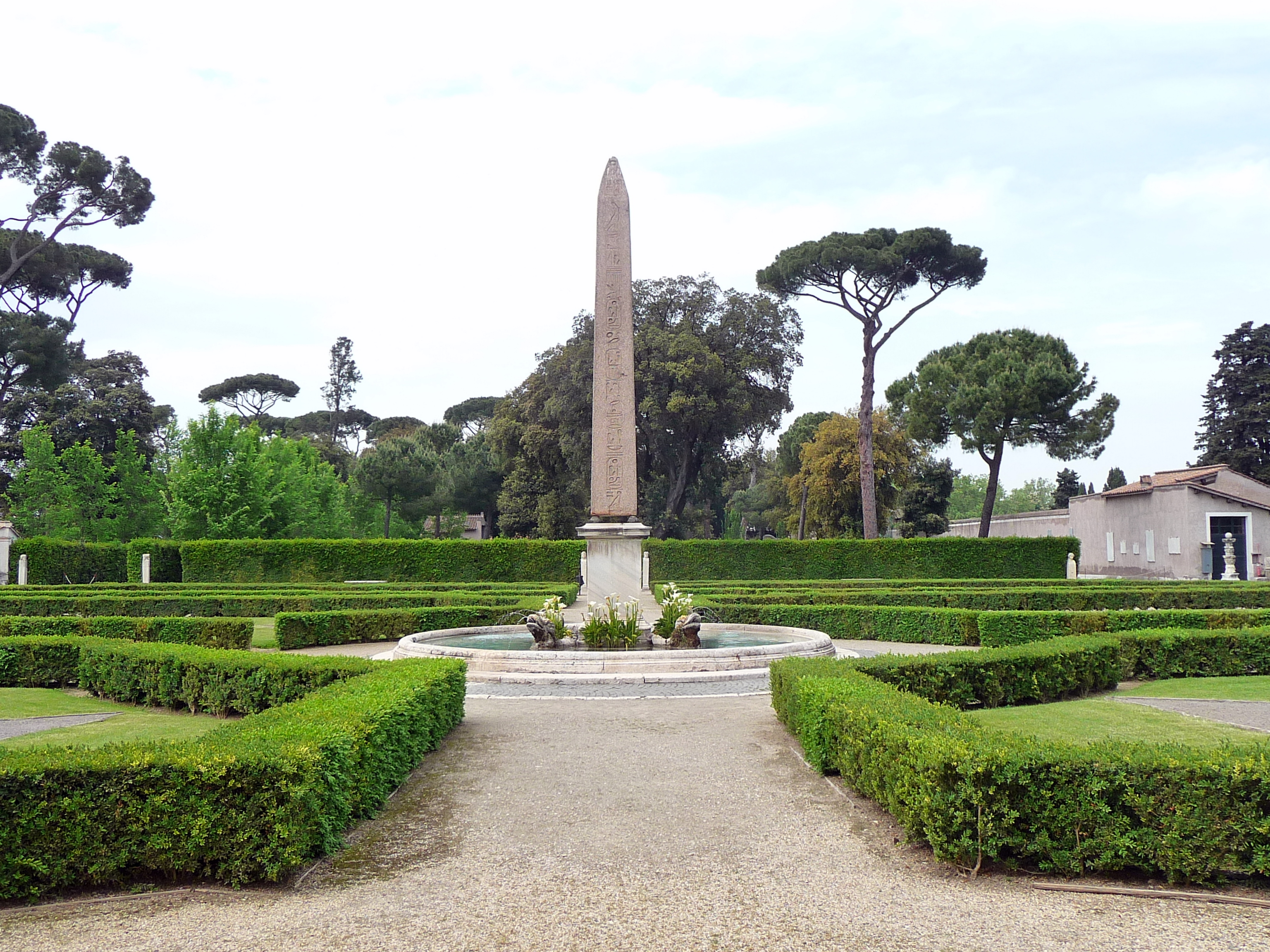
L'obélisque de la villa Médicis copie moderne de l'original aujourd'hui à Florence.

En 1961, Balthus est nommé directeur de l'Académie de France à Rome, à la villa Médicis, par André Malraux. Il reste 16 ans en poste marquant profondément l'institution. Setsuko Ideta (née en 1943), jeune étudiante japonaise francophone et peintre qu'il a rencontrée à Tokyo en 1962 et dont il tombe amoureux, l'y rejoint. Elle lui sert de modèle dans plusieurs tableaux dont La Chambre turque. Il l'épouse en 1967 au cours d'un voyage au Japon.
Lors de son séjour romain, à son initiative, Balthus rénove la villa Médicis, ses ateliers et les jardins en leur redonnant l'esprit qu'ils avaient au XVIe siècle. Son élève et pensionnaire, le sculpteur Michel Bourbon (1937-2014) réalise la copie de l'obélisque Médicis en poudre de marbre et résine synthétique, placé au centre du jardin de la villa à l'endroit où était au XVe siècle l'original aujourd'hui à Florence dans le jardin de Boboli. Ils réalisent ensemble, avec la même technique, le Carré des Niobides ou Jardin des Dioscures, installation de copies de statues antiques et académiques présentées avec humour.
Balthus intègre le décor de Horace Vernet qu'il a fait restaurer à la villa Médicis dans sa toile La Chambre turque. Son successeur, l'historien d'art Jean Leymarie, qui professe son admiration pour le peintre, respectait cette ré-invention et l'empreinte du Maître dans la Villa. Sous le règne du « prince de la villa Médicis », l'institution est un des hauts lieux de l'influence française dans la vie culturelle et mondaine de Rome. Les relations avec les pensionnaires ne sont pas toujours aisées comme en témoignera Hervé Guibert dans son récit L'Homme au chapeau rouge.

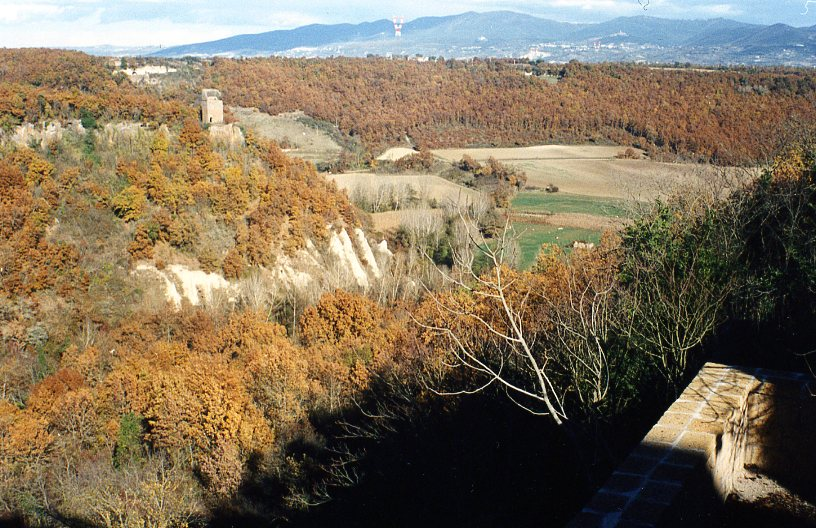
Vue depuis le château de Balthus à Viterbe.

En 1970 Balthus acquiert le Castello di Montecalvello, près de Viterbe, au nord de Rome qu'il entreprend de faire restaurer.
Le 3 novembre 1968 naît son fils Fumio, qui meurt jeune le 3 avril 1971 ; sa fille Harumi naît en 1973.

### Le Grand Chalet de Rossinière

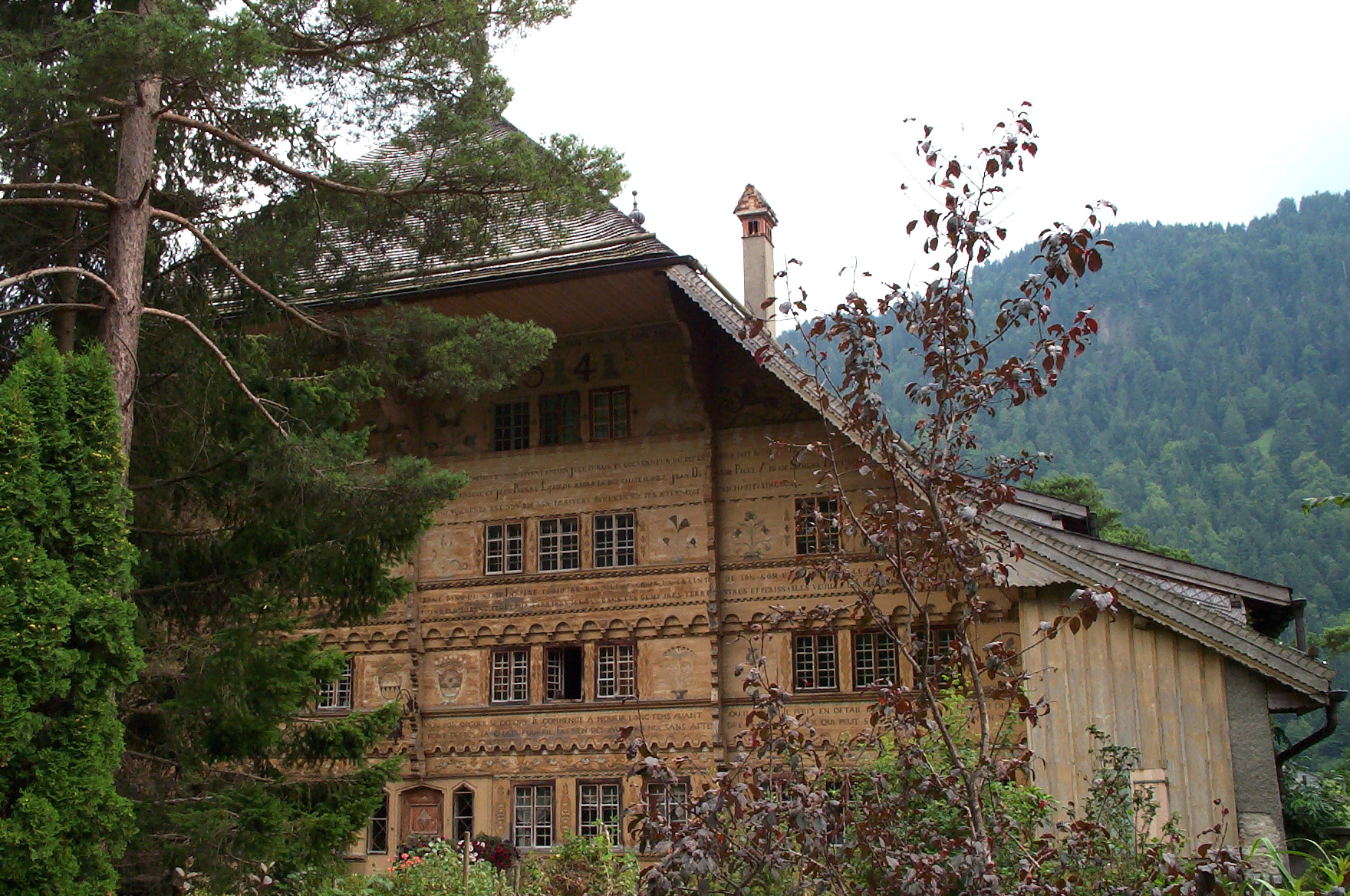
Le Grand Chalet de Rossinière en Suisse.

En 1977, à la fin de son mandat romain, le peintre prend le thé au Grand Chalet de Rossinière, en Suisse — alors un hôtel — il s'éprend du lieu et l'achète. Il y vivra jusqu'à sa mort avec son épouse et leur fille, Harumi. Travailleur infatigable, selon son fils Stanislas : 

« Il se lève très tôt. Son atelier est orienté pour recevoir la lumière du nord. Il travaille toute la journée et ne déjeune pas. Quand la lumière baisse, comme il ne travaille jamais à la lumière artificielle, il rentre, mange un sandwich et se repose. »

Ses toiles sont présentées dans de nombreuses expositions de par le monde et il est encensé par la presse et les critiques. Il apparaît parfois, dans les interviews filmés et les reportages, vêtu d'un costume traditionnel japonais comme sa femme, qui donne de lui une image ascétique.
En 1983-1984 ont lieu plusieurs rétrospectives à Paris (Centre Pompidou), New York, Kyoto.
En 1991, Balthus reçoit le Praemium Imperiale japonais pour l’ensemble de son œuvre.
De 1994 à 1996, il a comme secrétaire l'écrivaine d'origine chinoise Shan Sa qui participe à l’organisation de ses expositions à Taiwan, Hong Kong et Pékin.
Le 18 février 2001, il meurt à Château-d'Œx.
Dans le village de Rossinière où il repose, une chapelle est dédiée à son souvenir avec la projection d'un film et une bibliothèque. Elle est accessible toute l'année au public.
La famille a déposé en 2020 les archives du peintre ainsi que de nombreuses œuvres au MCBA à Lausanne.

### Famille
- Erich Klossowski, son père, historien de l'art.
- Baladine Klossowska née Spiro, sa mère peintre.
- Eugene Spiro, son oncle maternel, peintre allemand.
- Pierre Klossowski, son frère, peintre et écrivain.
- Rose Alice Antoinette de Watteville (1912-1997), sa première épouse, fille du colonel (de)Friedrich Moritz von Wattenwyl.
- Setsuko Klossowska de Rola, sa dernière épouse, peintre.
- Stanislas de Rola (de) dit « Stash » ou « Prince Stash », son fils (né en 1942), figure du swinging London et du Paris des années 1960, écrivain et musicien[39].
- Son second fils Thadée Klossowski de Rola (né en 1944), écrivain, époux de Loulou de la Falaise (1947-2011), dont il a une fille, Anna.
- Harumi Klossowska de Rola, sa fille, créatrice de bijoux.

## L'œuvre

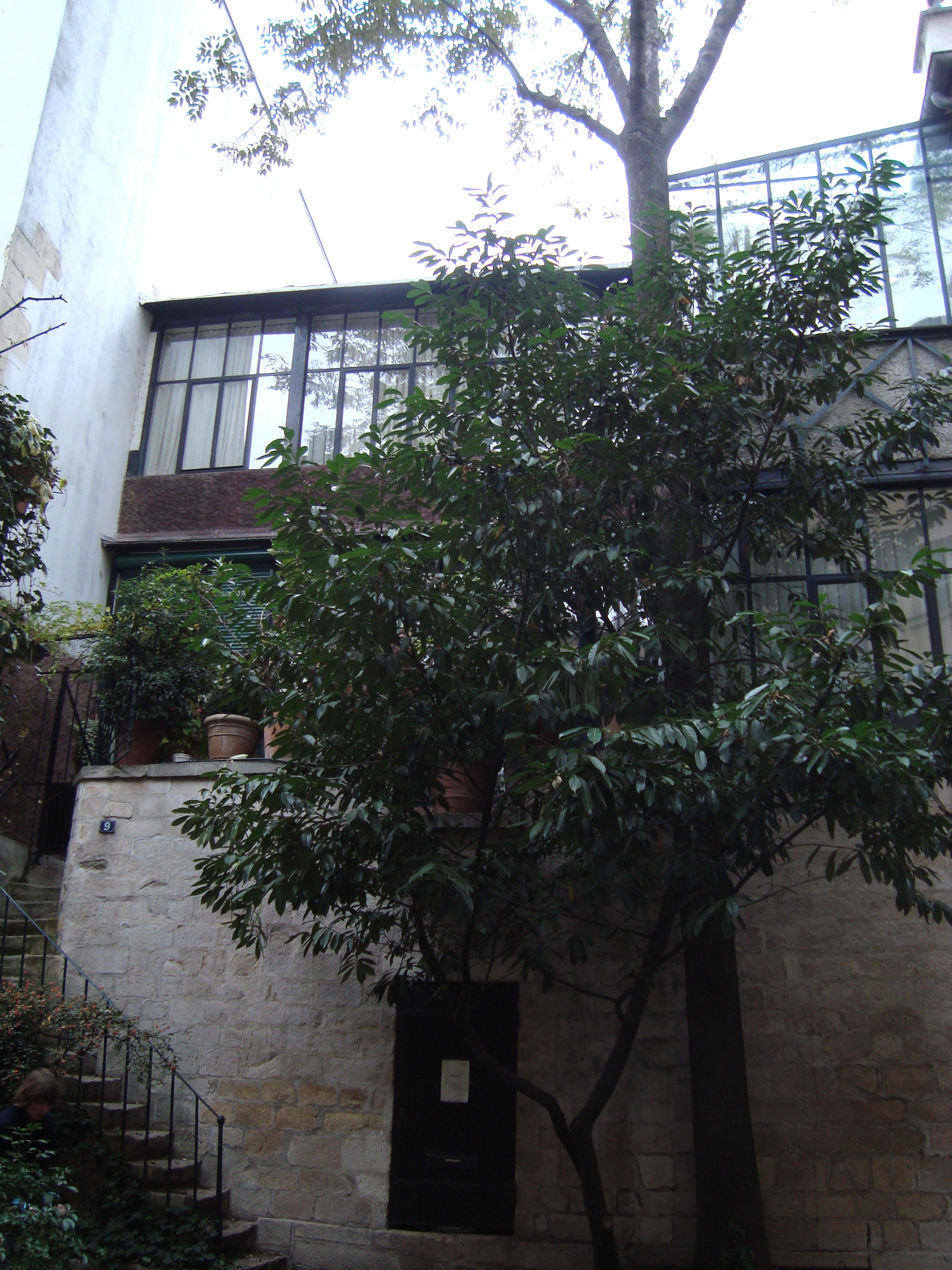
L'atelier de Balthus, cour de Rohan à Paris, avant le départ au Château de Chassy.

L'œuvre peint de Balthus, figuratif, est relativement peu abondant et se répartit en deux grands thèmes : des paysages (dont le fameux paysage « Larchant 1939 ») qui sont « inertes et calmes » suivant le mot d'Antonin Artaud, des portraits et quelques scènes de genre (La Rue où figure une citation directe de Picasso) ; peintures qui puent « la mort, la peste et les épidémies ».
Dans une première partie de sa carrière, jusqu'aux années 1950, son œuvre est profondément marqué par Courbet et Géricault, avec une texture ample et des couleurs sombres, puis, dans une seconde partie, son œuvre est marqué par des textures plâtreuses avec de nombreuses citations de la Renaissance et de Piero della Francesca en particulier.
L'artiste a réalisé durant sa vie trois cents peintures environ, dont beaucoup ne sont pas datées.

Déclarant ne pas aimer les artistes, il se veut le continuateur de « ses véritables contemporains » que sont les peintres de la Renaissance, Pisanello, Masaccio et Piero della Francesca. Parlant de son projet pictural, il écrit dans une lettre à sa première femme : 

« Je veux y mettre beaucoup, beaucoup de choses, de la tendresse, de la nostalgie enfantine, du rêve, de l’amour, de la mort, de la cruauté, du crime, de la violence, des cris de haine, des rugissements et des larmes ! Tout cela, tout ce qui est caché au fond de nous-mêmes, une image de tous les éléments essentiels de l’être humain dépouillé de sa croûte épaisse de lâche hypocrisie ! »

Artiste méticuleux — certains tableaux nécessitant plusieurs années pour être achevés et après de nombreuses études préparatoires —, Balthus est resté célèbre pour ses tableaux de jeunes filles nubiles, souvent peintes dans des poses ambiguës, jouant sur l'idée de l'innocence perdue à l'adolescence : 

« Je vois les adolescentes comme un symbole. Je ne pourrai jamais peindre une femme. La beauté de l’adolescente est plus intéressante. L’adolescente incarne l’avenir, l’être avant qu’il ne se transforme en beauté parfaite. Une femme a déjà trouvé sa place dans le monde, une adolescente, non. Le corps d’une femme est déjà complet. Le mystère a disparu. »

### Peintures
- 1933 : La Rue
- 1933 : La Toilette de Cathy
- 1933 : Alice dans le miroir
- 1933 : La Caserne
- 1933 : La Fenêtre Le modèle est la jeune Elsa Henriquez.
- 1934 : La Leçon de guitare (collection privée[43]) L'œuvre « met en scène une jeune fille renversée sur les genoux d’une femme, le sein droit sorti de sa chemise. Une main tire les cheveux de l’enfant, l’autre lui écarte les jambes[45]. » Sans doute son œuvre la plus célèbre, elle provoqua d'intenses controverses.
À quoi Balthus répondit dans une lettre adressée à Antoinette de Watteville dans les années 1930 : « C’est une scène érotique. Mais comprends bien, cela n’a rien de rigolo, rien de ces petites infamies usuelles que l’on montre clandestinement en se poussant du coude.
Ce tableau représente une leçon de guitare, une jeune femme a donné une leçon de guitare à une petite fille, après quoi elle continue à jouer de la guitare sur la petite fille. Après avoir fait vibrer les cordes de l’instrument, elle fait vibrer un corps[45]. »
- 1935 : Le Roi des chats
- 1938 : Thérèse rêvant[45]
- 1941-1943 : Paysage de Champrovent
- 1944-1946 : Les Beaux Jours[46], Hirshhorn Museum and Sculpture Garden (Washington)
- 1955 : Nu devant un miroir (ou Nu devant une cheminée, Metropolitan Museum of Art de New York)
- 1974 : Katia lisant
- Le Peintre et son modèle (Centre Pompidou, Paris) La texture de la toile comme souvent chez Balthus est lourde, empâtée de chaux et évoque ou imite les fresques murales de la Renaissance italienne. La toile présente un homme de dos à contre-jour ouvrant un rideau à droite, au premier plan une adolescente[47] lit, agenouillée et appuyée sur une chaise basse avec, derrière elle, une table qui porte une corbeille de pomme. La pièce rappelle les ateliers de la Villa Médicis, pourtant le tableau est peint à Rossinière, en Suisse.
Pour Jean Leymarie, c'est le mur nu souvenir italien, « d’une substance admirablement vivante, vibrante » qui forme le sujet principal du tableau ; ainsi « une mélancolie certaine se dégage de ce théâtre immobile, sur fond de couleurs délicatement usées, mettant en scène l’étrange relation entre un peintre sans pinceau et sans chevalet, tourné vers l’extérieur, et un modèle dont le statut est tout aussi incertain[48]. »

## Expositions
- 2011 : « Balthus ou le temps du sablier » au musée Rolin d'Autun, du 26 mars au 20 juin, exposition d'une soixantaine de dessins, croquis, études et esquisses du peintre
- 2017 : « Derain, Giacometti et Balthus : une amitié artistique », musée d'Art moderne de la ville de Paris, du 2 juin au 29 octobre[49]
- 2018-2019 : Fondation Beyeler, Bâle (Suisse), du 2 septembre 2018 au 1er janvier 2019[43]
- 2019 : Musée national Thyssen-Bornemisza, Madrid, février[43]

## Écrits, correspondance, entretiens
- 1921 : Mitsou, préface de Rainer Maria Rilke, Zurich, Rotapfel-Verlag[50] ; réédition en fac-similé de l'édition originale, Paris, Librairie Séguier, 1988 ; réédition reliée accompagnée d'un CD, Paris, Les Belles Lettres-Archimbaud, coll. « Romans, Essais, Poésie, Documents », 2010, 94 p.  (ISBN 978-2251443980)
- 1998 : Balthus, les dessins. Réflexions sur le dessin, accompagné de « Balthus et la couleur des lignes » de Jean-Pierre Faye, Paris, Adam Biro, Archimbaud  (ISBN 2-87660-231-8)
- 2001 : Balthus à contre-courant, entretiens avec Costanzo Costantini, trad. de l'italien par Nathalie Castagné, postface par Jan Michalski, Montricher (Suisse) - Paris, éd. Noir sur Blanc  (ISBN 2-88250-105-6)
- 2001 : Balthus, Correspondance amoureuse avec Antoinette de Watteville, Paris, Buchet/Chastel, coll. « Littérature française », 498 p.  (ISBN 978-2283018606)
- 2016 : Mémoires de Balthus, textes rassemblés par Alain Vircondelet, Monaco-Paris, Le Rocher, 296 p.  (ISBN 978-2268040363)
- 2017 : Balthus, entretiens avec Sadruddin Aga Khan, Yehudi Menuhin, Théodore Monod, Paris, Riveneuve éditions, Archimbaud éditeur  (ISBN 978-2-36013-448-9)